# Nのために
『Nのために』（エヌのために）は、湊かなえの推理小説。2010年1月29日に単行本が東京創元社から出版され、2014年8月23日には双葉社から双葉文庫版が刊行された。
2014年10月期に、TBS系でテレビドラマ化された。

## 概要
この小説は五章に分けて、各章の末尾に十年後が描かれている。第一章では希美・成瀬・西崎・安藤の各々の証言と希美の十年後が描かれ、第二章では成瀬の視点で主観を物語り、第三章では前半は西崎が描いた小説『灼熱バード』の内容、後半は安藤の視点で主観を物語り、第四章では希美の視点で主観を物語り、第五章では西崎の視点で主観を物語り、希美の十年後が描かれている。
タイトルの通り、主要登場人物は全て「N」のイニシャルが付いている。

## 登場人物

### 主要人物
登場人物の内容・年齢は、12月24日にスカイローズガーデン 48階の野口宅で野口貴弘と妻の奈央子が死亡した当時による。
杉下希美（すぎした のぞみ / Nozomi sugishita）〈22〉
K大学文学部英文科4年生。野バラ荘 102号室に住んでいる。小柄。将棋が趣味。推理小説好き。
成瀬とはともに高校卒業するまで愛媛県の青景島に住んでいたが、それほど親しい間柄ではなかった。しかし、共通の趣味である将棋を通じてから成瀬と親しい間柄となる。
清掃会社でアルバイト中。大手住宅メーカーに内定。
高校2年の秋頃までは壁も屋根も真っ白の洋館に住んでいたが、父の晋が愛人を連れて追い出されてからは、島の山頂にある幽霊屋敷に住み始める。高校卒業と同時に幽霊屋敷を出る。
事件当時は野口家に招かれて、野口貴弘と将棋をしていた。
事件から10年後、余命半年の宣告をうける。
成瀬慎司（なるせ しんじ / shinji Naruse）〈22〉
T大学経済学部国際経済学科4年生。タチバナアパートに住んでいる。大柄。将棋が趣味。ミルクたっぷりのマイルドなコーヒーが好み。誕生日は事件がおこる日と同じ12月24日。
希美と同様に高校卒業するまで愛媛県の青景島に住んでいた。共通の趣味である将棋を通じてから希美と親しい間柄となったが、店をたたむ予定だった実家の料亭「さざなみ」が火事で被害を受けてから、彼女と疎遠の関係となる。1年前の高校の同窓会で久しぶりに希美と会う。
大学在学中にフレンチレストラン「シャルティエ・広田」でアルバイトしていたが、同じところに就職する。
事件当時は「シャルティエ・広田」の従業員として野口家の出張サービスに出かけ、サービスを振舞おうとした。
事件から10年後、故郷の海の近くにレストランを開業する。
安藤 望（あんどう のぞみ / Nozomi andoh）〈23〉
M商事営業部プロジェクト課勤務。歴史小説好き。年下の希美には「安藤」と呼び捨てで呼ばれている。
1年前まで、とある大学の理工学部化学科に在籍しており、希美・西崎と一緒に野バラ荘に住んでいた。過去に台風で野バラ荘の1階に住んでいる希美・西崎の部屋が床上浸水してしまったときに、2階にある自身の部屋に招いてから2人とは親しくなった。将棋は希美から教わった。
高校まで希美と環境が似ている長崎県の島で育った。両親はともに島の役場勤め。
事件当時は野口家に招かれていたが、事件が起こってから希美に足止めされて野口家の中には入っていない。
事件から10年後も、引き続きM商事営業部に勤務している。
西崎真人（にしざき まさと / masato Nishizaki）〈24〉
M大学法学部法律学科4年生。野バラ荘 101号室に住んでいる。自称・作家だが、1度だけ一次選考に残った作品がある。色白で線が細くて、鼻筋が通っている美男子。
幼い頃に母から虐待をうけた関係で、痣を隠すために1年中長袖を着ている。『灼熱バード』は幼い頃の自分を描いた作品である。希美と安藤に見せたが、ともに最後まで読むことはなかった。
事件当時は、奈央子の依頼で花屋に扮して野口家に入り、奈央子を救出しようとした。その後、野口貴弘と奈央子を殺害したことを警察に自供し現行犯逮捕された。
事件から10年後、刑期満了に伴って刑務所から出所した。
野口貴弘（のぐち たかひろ / takahiro Noguchi）〈42〉
M商事営業部プロジェクト課長。安藤の上司。大の負けず嫌いで手柄を独り占めしたがる。
父が資産家で「みどりビル」のオーナー。珊瑚のボランティア会員であることをブログに記載している。このブログを希美と安藤が見たことがきっかけで、スキューバダイビングを始め、石垣島で親しい間柄になる。会社内で奈央子の不倫の噂が広まって以降、彼女が外出できないように玄関ドアの外側にドアチェーンをつける。
事件当時は、書斎で希美と将棋をしていた。燭台で後頭部を殴られて亡くなった。
野口奈央子（のぐち なおこ / Naoko noguchi）〈29〉
野口の妻。M商事 専務の娘で、結婚するまでM商事の受付嬢をしていた。
野口から虐待を受けていて、不倫の噂が出てからは外出できなくなった。
『灼熱バード』を呼んで涙を流し、西崎とお互いの傷口を舐め合って励まし続けた。
事件当時は、花屋に扮した西崎に希美を連れていくように指示を出す。包丁で刺した脇腹の出血により亡くなった。

### 杉下希美の家族
杉下晋（すぎした すすむ）
杉下希美の父。婿養子になり、傾きかけた会社経営を立て直した。早死にする家系（ただし、祖父は38歳で戦死、父は48歳で交通事故死）であり、余生を自由に暮らしたいことが理由で、希美が高校2年の秋頃に、突然愛人を連れて、母・希美・洋介を洋館から追い出した。今もなお生きている。
杉下希美の母
島の皆からは「白いお城のお嬢様」と呼ばれている。浪費癖があり、晋に家を追い出されて家計が苦しくなっても、化粧品や洋服を買いたがっていた。希美の高校卒業後は、幼なじみの男性と暮らしている。
杉下洋介（すぎした ようすけ）
杉下希美の弟。中学3年の秋頃に希美と母とともに洋館を追い出され、幽霊屋敷に住み始める。中学卒業後は、寮のある本土の高校に進学する。

### その他
野バラ荘の管理人
築70年経つ「野バラ荘」80歳すぎの管理人。妻は10年前に他界している。
希美とは将棋友だち、西崎とは茶飲み友だち。
土地開発業者が来るたびに断り続けている。
西崎の最初の母
西崎の幼少期に虐待をし、それを愛と信じ込ませていた。タバコの不始末により焼死した。
鈴木健一
幼少期の西崎の担任で、西崎母の不倫相手。

## 書籍情報
- 単行本：東京創元社、2010年1月27日 ISBN 978-4488024550
- 文庫本：双葉文庫（双葉社）、2014年8月15日 ISBN 978-4575517040

## テレビドラマ
2014年10月17日から12月19日まで毎週金曜日22:00 - 22:54に、TBS系の「金曜ドラマ」枠で放送された。金曜ドラマ枠では2013年1月期に放送された『夜行観覧車』以来の湊かなえ作品のドラマ化で、同作のスタッフが再結集して制作された。主演は榮倉奈々で、第83回ザテレビジョンドラマアカデミー賞最優秀作品賞ほか部門賞を受賞するなど高評価を受けた。
キャッチコピーは「その「秘密」を、知られてはならない──」。

### あらすじ
2004年12月24日、スカイローズガーデン48階の野口宅で、野口貴弘と妻の奈央子が殺害され、現場にいた西崎真人が殺人を自供して逮捕された。同じく現場にいた杉下希美・成瀬慎司・安藤望も、その後に事情聴取を受けた。西崎は懲役10年の実刑判決を受け、10年後に刑期満了で府中刑務所を出所した。
高野茂は出所直後の西崎と出会い、彼に事件の真相を聞き出そうとする。実は、高野は警察官として香川の青景島で駐在所勤務していた過去があり、その島で起きた時効寸前の成瀬父が経営していた料亭「さざなみ」の放火事件を調べている。現場には高校時代の希美・成瀬がいて、同様にスカイローズガーデン殺人事件でも2人が居合わせていたことから、希美と成瀬に疑念を持ち続けている。やがて高野は安藤と希美と会うことになり、妻と青景島の里帰りで成瀬父の墓参りに向った時に、偶然に成瀬と出会う。
その後、高野の妻である夏恵は、宿泊先で高野に放火事件の詳細が書かれた置手紙を残して、自身は警察の前で立ち止まっていた。高野はその置手紙を成瀬に見せたところ事実であると伝えた。時効寸前の放火事件が解決し、希美と成瀬に対する疑念はなくなったが、スカイローズガーデン殺人事件については依然として謎のままだった。
物語の主要登場人物たちは全員イニシャル「N」であり、 現在と過去を交錯させながら、ある殺人事件の真相を軸に、各人物たちが抱える愛の物語を明らかにしていく「純愛ミステリー」である。

### キャスト
詳細な人物設定は原作の登場人物を参照。本項ではドラマ独自の人物設定を記載。

#### 主要人物
- 杉下希美（明央大学文学部英文学科4年生） - 榮倉奈々[3]
- 成瀬慎司（大学中退後、シャルティエ・広田 アルバイト） - 窪田正孝[注 1][注 2]
- 安藤望（三羽商事営業部・希美の大学の1年先輩） - 賀来賢人[注 1]
- 西崎真人（法学部留年中・自称作家） - 小出恵介（少年期：若山耀人）
- 野口貴弘（三羽商事営業部プロジェクト課 課長） - 徳井義実[4]
- 野口奈央子（野口貴弘の妻・結婚前は三羽商事の受付嬢） - 小西真奈美
- 高野茂（青景島の駐在所に勤務する警察官） - 三浦友和

#### 青景島の人々
- 高野夏恵（高野茂の妻） - 原日出子
- 宮本由妃（杉下晋の愛人） - 柴本幸
- 成瀬周平（成瀬の父） - モロ師岡
- 成瀬瑞穂（成瀬の母） - 美保純
- 池園和幸（民生委員・後に早苗の夫） - 山中崇
- 杉下洋介（希美の弟） - 葉山奨之
- 磯野友子（希美の高校の同級生） - 梨木まい
- 杉下晋（希美の父） - 光石研
- 杉下早苗→池園早苗（希美の母） - 山本未來

#### その他
- 桐野繭子（後に希美が就職する会社の上司） - 伊藤裕子
- 広田公之（シャルティエ・広田 オーナー） - 福田転球
- 溝口（成瀬の大学の同級生） - 山田裕貴
- 西崎寛（西崎の父） - 神崎孝一郎
- 野原兼文（野バラ荘 管理人） - 織本順吉
- 西崎美雪（西崎の母） - 中越典子
- 津嘉山弁護士（西崎の担当弁護士） - 渡辺憲吉
- 柴田医師 - 桜井聖
- 前田医師（10年後の高野夏恵の主治医） - 山田明郷
- 多田医師（10年後の希美の主治医） - 財前直見（特別出演）

### スタッフ
- 原作 - 湊かなえ『Nのために』（双葉文庫）
- 脚本 - 奥寺佐渡子
- 音楽 - 横山克
- 主題歌 - 家入レオ「Silly」（JVCケンウッド・ビクターエンタテインメント）[5]
- プロデュース - 新井順子（ドリマックス）
- 演出 - 塚原あゆ子、山本剛義、阿南昭宏
- 製作著作 - ドリマックス、TBS

### ロケ地
- 城山桜公園（香川県小豆郡小豆島町池田）：希美と成瀬が詰将棋をした場所[6]。
- 光と風のミュージアム（神奈川県中郡二宮町山西）：希美が成瀬に会いに行ったレストラン[6]。
- ホテルグランドニッコー東京台場（東京都港区台場）：希美と安藤がゴンドラに乗った場所[6]。

### 受賞歴
ギャラクシー賞2014年12月度の月間賞を同局制作の『ごめんね青春!』と同時に受賞した。本作の受賞理由では、複雑な展開ながら最終回まで飽きさせず、ドラマ独自の人物や展開、キャラクターの心情が伝わる脚本とそれを演じる役者たち、細やかな演出などがうまく噛みあいクオリティの高いドラマに仕上がっていたと評価された。
第83回ザテレビジョンドラマアカデミー賞では最優秀作品賞、助演男優賞、ドラマソング賞、監督賞を受賞したほか、主演女優賞2位（榮倉奈々）、脚本賞3位（奥寺佐渡子）。

### 放送日程
| 各話                                                      | 放送日   | サブタイトル                            | 演出       | 視聴率 |
| --------------------------------------------------------- | -------- | --------------------------------------- | ---------- | ------ |
| 第1話                                                     | 10月17日 | セレブ夫婦殺人事件…15年前に隠された秘密 | 塚原あゆ子 | 11.8%  |
| 第2話                                                     | 10月24日 | 放火事件の謎…許されない罪の共有         | 塚原あゆ子 | 9.3%   |
| 第3話                                                     | 10月31日 | 反撃開始舞台は東京へ! 運命の出会い      | 塚原あゆ子 | 9.9%   |
| 第4話                                                     | 11月07日 | 被害者Nと出会った日…すれ違う2人         | 山本剛義   | 8.4%   |
| 第5話                                                     | 11月14日 | 沖縄の夜新たな恋から歯車が狂い出す      | 山本剛義   | 10.0%  |
| 第6話                                                     | 11月21日 | 許されぬ愛…罪人たちの悲しい告白         | 塚原あゆ子 | 5.8%   |
| 第7話                                                     | 11月28日 | 語られる事件の悲劇…歪んだ愛の代償       | 山本剛義   | 8.3%   |
| 第8話                                                     | 12月05日 | エリート夫の嘘と罠…炎に消えた真実       | 阿南昭宏   | 9.0%   |
| 第9話                                                     | 12月12日 | 最終章〜前編〜今夜事件の幕が開く!       | 山本剛義   | 8.2%   |
| 最終話                                                    | 12月19日 | 明かされる事件の真実…N達の未来          | 塚原あゆ子 | 8.7%   |
| 平均視聴率 9.0%（視聴率は関東地区、ビデオリサーチ社調べ） |          |                                         |            |        |

- 初回は22:00 - 23:09の拡大版。直前番組『中居正広の金曜日のスマたちへ』（6分拡大。21:54のミニ番組は休止）からの接続はステブレレス。

### 原作とドラマの相違点
- 島の警官の高野茂と妻の夏恵は、原作では登場していない。
- 成瀬の父が経営していた料亭「さざなみ」は、原作では火事になって以降の話はないが、ドラマでは時効寸前で真相が明らかになる。
- 成瀬の大学在学中は原作ではほとんど描かれていないが、ドラマでは大学在学中にオレオレ詐欺を行ない、その後は大学を中退した。
- 成瀬が「シャルティエ・広田」の従業員で働きはじめたのは、原作では上京してすぐの夏からで就職先が決まらず大学卒業後も同じところで働き続けたが、ドラマでは大学中退した後からである。
- 成瀬と安藤とは、原作では接点ないが、ドラマでは事件から10年後に初めて接する。

### 関連商品
- 「Nのために」DVD-BOX/Blu-ray BOX 6枚組(本編5枚+特典DISC1枚)、発売日：2015年3月25日[13]

| TBS 金曜ドラマ                   | TBS 金曜ドラマ                        | TBS 金曜ドラマ                                           |
| 前番組                           | 番組名                                | 次番組                                                   |
| -------------------------------- | ------------------------------------- | -------------------------------------------------------- |
| 家族狩り （2014.7.4 - 2014.9.5） | Nのために （2014.10.17 - 2014.12.19） | ウロボロス〜この愛こそ、正義。 （2015.1.16 - 2015.3.20） |

## 朗読劇
2023年10月14日と15日に東京・山野ホールを会場に朗読劇が上演された。公演の様子は同年10月22日までミュージック配信サービスのmahocasにてアーカイブ配信で視聴が可能だった。
キャスト
| 役名       | 10月14日     | 10月15日   |
| ---------- | ------------ | ---------- |
| 杉下希美   | 本渡楓       | 渡邉美穂   |
| 成瀬慎司   | 島﨑信長     | 安井謙太郎 |
| 安藤望     | 仲村宗悟     | 小野塚勇人 |
| 西崎真人   | 寺島惇太     | 西山潤     |
| 野口貴弘   | 岸尾だいすけ | 板倉俊之   |
| 野口奈央子 | 内田彩       | 平野綾     |

演奏
- ピアノ：松村湧太（両日出演）

スタッフ
- 脚本：荒川絵里
- 上演台本・演出：小野真一